# Peschiera del Garda
Peschiera del Garda (latinsky: Ardelica, Arilica či Ariolica) je obec (město) v provincii Verona v italském regionu Veneto na břehu Gardského jezera.
V době, kdy bylo Království lombardsko-benátské pod vládou Rakouska, byla Peschiera severozápadním článkem skupiny čtyř opevněných měst, která vytvářela tzv. Quadrilatero. Pevnost je na ostrově na řece Mincio při jejím odtoku z Gardského jezera.

## Historie
Římská Ardelica byla městem v Předalpské Galii, do které spadalo současné Peschiera del Garda, v jihovýchodním výběžku Lacus Benacus (Gardské jezero) tam, kde Mincius (dnešní řeka Mincio) vytéká z jezera. Název Ardelica pochází ze zkomoleného Ariolica v Tabula Peutingeriana, která se ale správně nachází mezi městy Brescia a Verona.
Pevnost v Peschieře sehrála přední úlohu ve většině vojenských výprav, které se uskutečnily v severní Itálii po roce 1400, zejména ve výpravách během napoleonských válek. Během první italské války za nezávislost byla po obraně vedené generálem Rathem obsazena Piemontem po šesti týdnech obléhání, 30. května 1848.
Peschiera del Garda je také známá díky své vojenské věznici, která byla zavřena v roce 2002.
Patronem města je svatý Martin, který slaví svátek 11. listopadu.

## Turistika
Městečko je součástí Asociace vinařských měst (Associazione Città del vino).
V zimě je nedaleký Laghetto del Frassino nejdůležitějším zimovištěm ptáků druhu Polák chocholačka z čeledi kachnovitých v Itálii. (Morbioli & Sighele 2006).

## Hlavní památky
- Pevnost a vnější opevnění
- Kaple Madonna del Frassino (1511). V ní se nachází řada děl od Paola Farinati a Zeno da Verona.

## Místo světového dědictví UNESCO
Ve městě se nachází prehistorické domy na kůlech, které jsou součástí souboru prehistorických domů na kůlech v Alpách, jež jsou součástí Světového dědictví UNESCO. Další památkou chráněnou UNESCEM je od července 2017 zdejší pevnost, která na seznamu figuruje společně s dalšími lokalitami pod jednotným zápisem „Benátské obranné stavby z období 15. až 17. století: Stato da Terra – západní Stato da Mar“.

## Doprava
Vlakové nádraží Peschiera del Garda bylo otevřeno v roce 1854 a je součástí železniční trati Miláno – Benátky.

## Partnerská města
- Ulà Tirso, Itálie
- Villa Carlos Paz, Argentina